# Bombus (groupe)
Pour les articles homonymes, voir Bombus.
Bombus est un groupe suédois de heavy metal et hard rock, originaire de Göteborg.

## Histoire

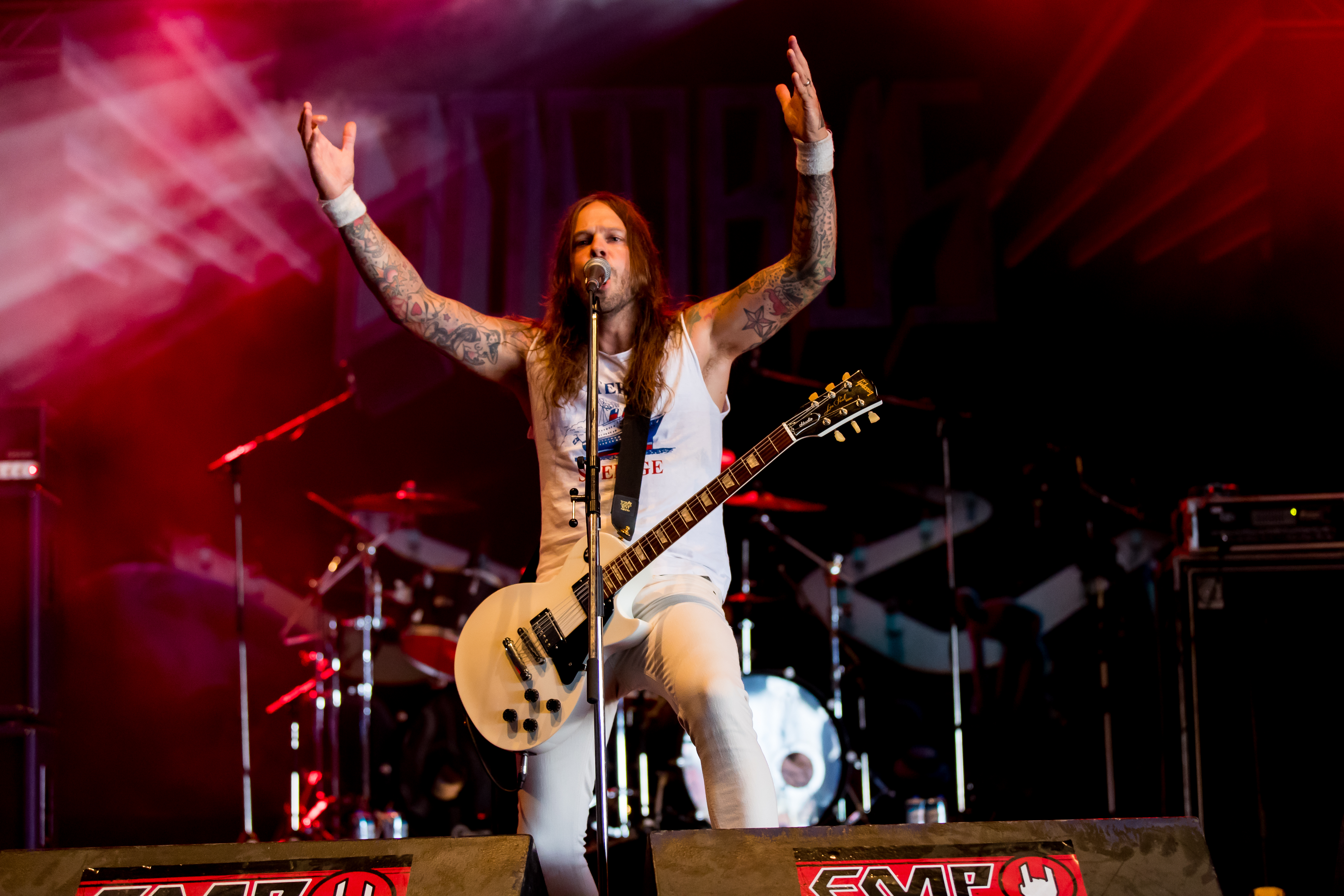
Bombus au Summer Breeze 2016.

Le groupe est formé en 2008 par le batteur Frederik « Fefe » Berglund et le guitariste Mattias « Matte » Säker. Un an plus tard, le bassiste Ulf Lundén et le batteur Peter Asp (ex-Mary Beats Jane) complètent le groupe, tandis que Frederik Berglund se met à la guitare. Toujours en 2009, le groupe sort deux singles vinyle via le label Mourningwood Recordings, fondé par Frederik Berglund, avant de sortir son premier album éponyme en 2010. En 2011, le groupe sort le single A Safe Passage / Cult Leader et se produit lors du festival Siesta! Un an plus tard, le bassiste Ulf Lundén quitte le groupe. Il reste cependant lié à Bombus en réalisant les pochettes d'album. Il est remplacé par Jonas Rydberg, lui-même remplacé par Ola Henriksson en 2015.
Avec le producteur Olle Björk et Per Stålberg, le groupe commence à travailler sur son deuxième album studio, qui s'étale sur une longue période. Fin 2012, Bombus fait une tournée en Europe en première partie de Danko Jones, avant d'effectuer une autre tournée européenne au printemps 2013 en première partie du groupe The Sword. En avril 2013, Bombus est signé par le label allemand Century Media. 
En 2019, le guitariste Simon Solomon, qui jouait auparavant avec Witchcraft, rejoint le groupe. Avec le producteur Daniel Johansson, le groupe enregistre son quatrième album studio, Vulture Culture, qui sort le 15 novembre 2019 et est mixé et masterisé par Jens Bogren.

## Style musical
Bombus mélange sur ses albums des influences issues du heavy metal, du hard rock et du punk rock. Parmi les principales influences du groupe, des groupes comme Motörhead, Metallica, Melvins, Poison Idea ou les Dead Boys. Dans les médias, le groupe est également comparé à Turbonegro, Mastodon, Entombed ou Venom en font partie. Les fréquentes comparaisons de Bombus avec des groupes comme Turbonegro ou Kvelertak ne peuvent pas être comprises par Bombus.

« Nous ne nous inspirons pas d'autres groupes, nous écrivons simplement des chansons qui sonnent comme nous pensons qu'elles devraient sonner - sans suivre de modèle concret. »

— Frederik Berglund
L'une des particularités de Bombus est que le groupe a deux chanteurs égaux. Selon Frederik Berglund, cela s'est fait un peu par hasard et est également lié à la voix au timbre similaire de Mattias Säker. 

## Discographie

### Albums studio
- 2010 : Bombus
- 2013 : The Poet and the Parrot (14e place des charts suédois[5])
- 2016 : Repeat Until Death
- 2019 : Vulture Culture
- 2024 : Your Blood

### EP
- 2015 : Free Sampler to Enter the Night and Let Her Die

### Singles
- 2009 : Bring Me the Head of Your Dog / Deep River
- 2009 : The Slaughter / Und so weiter
- 2011 : A Safe Passage / Cult Leader
- 2013 : Apparatus